# Clubiona kayashimai
Clubiona kayashimai este o specie de păianjeni din genul Clubiona, familia Clubionidae, descrisă de Ono, 1994.
Este endemică în Taiwan. Conform Catalogue of Life specia Clubiona kayashimai nu are subspecii cunoscute.